# Risin et Kellingin

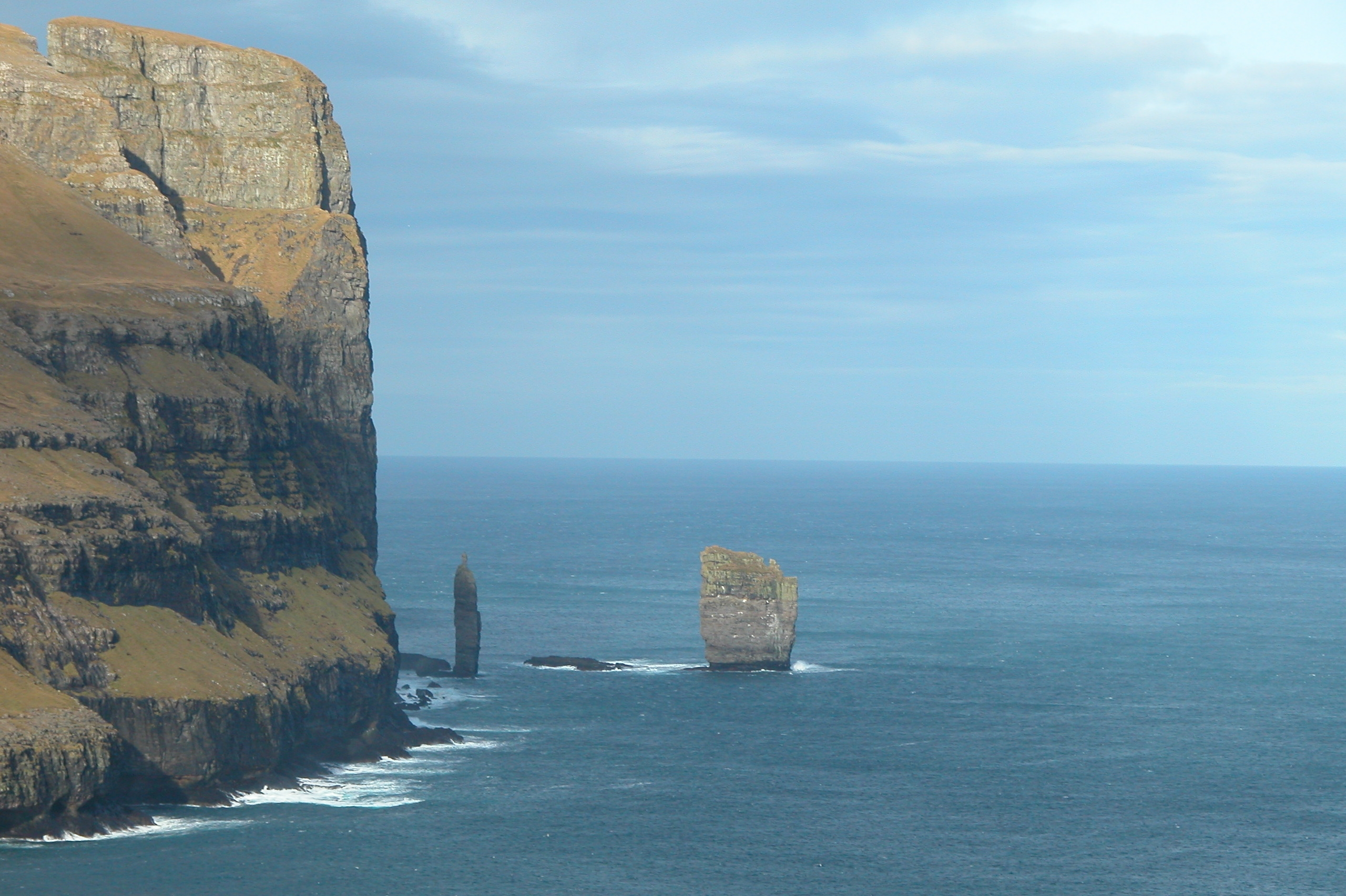
Risin og Kellingin, sur la côte d'Eysturoy.

Risin og Kellingin (Risin et Kellingin) sont deux stacks au large de la côte nord de l'île d'Eysturoy, dans les îles Féroé, près de la ville d'Eiði. Leur nom, Risin og Kellingin, signifie Le Géant et la Sorcière et se rapporte à une vieille légende sur leur origine. Le géant (Risin) est le stack de 71 m, le plus éloigné de la côte, et la sorcière (Kellingin) est le stack effilé de 68 m, le plus proche de la terre, dont la configuration ressemble à un être humain debout avec les jambes écartées.

## Légende du géant et de la sorcière

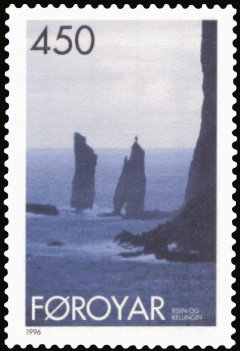
Timbre de 1996 émis par la poste féroïenne (Postverk Føroya).

La légende raconte qu'il y a bien longtemps, les géants d'Islande, envieux, souhaitaient rapporter chez eux les îles Féroë. Aussi envoyèrent-ils en mission le géant et la sorcière (sa femme, dans certaines versions de l'histoire) et les chargèrent-ils de les leur rapporter.
Ils atteignirent la montagne la plus au nord-ouest de l'archipel, Eiðiskollur. La sorcière eut pour mission d'escalader la montagne avec une forte corde afin d'attacher les îles ensemble, pour que le géant, qui attendait en mer, puisse les rapporter sur son dos.
Cependant, la sorcière, en tirant la corde après qu'elle l'eut fixée aux montagnes, ne réussit qu'à en fendre la partie nord. Plusieurs tentatives ultérieures échouèrent à leur tour. Le géant et la sorcière essayèrent à nouveau toute la nuit, mais les montagnes étaient solidement attachées à leurs racines, et ils ne purent pas les déplacer.
Le soleil ne doit jamais briller sur un géant ou sur une sorcière, au risque qu'ils se transforment en statues de pierre. Or, ni le géant, ni la sorcière, ne prirent garde à l'aube qui s'approchait. Et dès que le premier rayon de soleil darda, le géant et la sorcière furent pétrifiés. Ils restent depuis irrémédiablement transformés en statues de pierre, regardant avec envie l'Océan, et, au loin, l'Islande.
Un certain nombre de versions de cette légende sont racontées dans des ouvrages relatifs aux îles Féroé,,, toutes dérivées du Færøsk Anthologi.

## Voir Risin og Kellingin
Les stacks peuvent être vus en marchant vers le nord depuis Eiði, puis en tournant à l'est le long de la côte et en suivant les falaises basses sur un court trajet. D'autres belles vues peuvent être admirées par temps clair depuis Tjørnuvík sur l'île de Streymoy.

## L'avenir de Kellingin
Les géologues féroïens prédisent que Kellingin, qui se tient actuellement sur deux jambes, tombera à la mer au cours des prochaines décennies lors des tempêtes hivernales. Déjà, une partie du stack s'est rompue au début du XXe siècle.